# Charles Antenen
Charles «Kiki» Antenen (La Chaux-de-Fonds, Suiza, 3 de noviembre de 1929-Les Bayards, Suiza, 20 de mayo de 2000) fue un futbolista suizo que se desempeñaba como delantero. 
Su padre Georges y su tío Kastor Notter fueron ciclistas.

## Selección nacional
Fue internacional con la selección de fútbol de Suiza en 56 ocasiones y convirtió 22 goles. Participó en las Copas del Mundo de 1950, 1954 y 1962, siendo el capitán de su selección en esta última.

### Participaciones en Copas del Mundo
| Mundial                        | Sede   | Resultado        | Partidos | Goles |
| ------------------------------ | ------ | ---------------- | -------- | ----- |
| Copa Mundial de Fútbol de 1950 | Brasil | Fase de grupos   | 2        | 1     |
| Copa Mundial de Fútbol de 1954 | Suiza  | Cuartos de final | 3        | 0     |
| Copa Mundial de Fútbol de 1962 | Chile  | Fase de grupos   | 3        | 0     |

## Clubes
| Club                 | País  | Año       |
| -------------------- | ----- | --------- |
| FC La Chaux-de-Fonds | Suiza | 1945-1952 |
| FC Lausanne-Sport    | Suiza | 1952-1953 |
| FC La Chaux-de-Fonds | Suiza | 1953-1965 |

## Palmarés

### Campeonatos nacionales
| Título         | Club                 | País  | Año  |
| -------------- | -------------------- | ----- | ---- |
| Copa Suiza     | FC La Chaux-de-Fonds | Suiza | 1948 |
| Copa Suiza     | FC La Chaux-de-Fonds | Suiza | 1951 |
| Nationalliga A | FC La Chaux-de-Fonds | Suiza | 1954 |
| Copa Suiza     | FC La Chaux-de-Fonds | Suiza | 1954 |
| Nationalliga A | FC La Chaux-de-Fonds | Suiza | 1955 |
| Copa Suiza     | FC La Chaux-de-Fonds | Suiza | 1955 |
| Copa Suiza     | FC La Chaux-de-Fonds | Suiza | 1957 |
| Copa Suiza     | FC La Chaux-de-Fonds | Suiza | 1961 |
| Nationalliga A | FC La Chaux-de-Fonds | Suiza | 1964 |